# Джеймс Франклін Белл
Джеймс Франклін Белл (англ. James Franklin Bell; 9 січня 1856 — 8 січня 1919, Нью-Йорк) — американський воєначальник, генерал-майор армії США (1907), 4-й начальник штабу армії США (1906—1910), кавалер медалі Пошани (1899). Учасник Індіанських, Іспансько-американської, Філіппінсько-американської та Першої світової війн.
На момент смерті в 1919 році Белл був генерал-майором регулярної армії США, командував Східним департаментом зі штаб-квартирою в Говернорс-Айленді, Нью-Йорк.
Белл став сумно відомим своїми діями під час філіппінсько-американської війни, під час якої він наказав утримувати філіппінських цивільних осіб у провінціях Батангас і Лагуна в концентраційних таборах, що призвело до загибелі понад 11 000 людей.

## Біографія
Військова кар'єра
- 28 червня 1878 — другий лейтенант
- 29 грудня 1890 — перший лейтенант
- 17 травня 1898 — майор (добровольці)
- 2 березня 1899 — капітан (регулярна армія)
- 5 липня 1899 — полковник (добровольці)
- 5 грудня 1899 — бригадний генерал (добровольці)
- 15 лютого 1901 — бригадний генерал (регулярна армія)
- 3 січня 1907 — генерал-майор (регулярна армія)

Джеймс Франклін Белл народився в сім'ї Джона Вілсона та Сари Маргарет Венейбл (Аллен) Белл у Шелбівілі, штат Кентуккі. Його мати померла, коли він був молодим. Під час громадянської війни в США сім'я Белла, яка жила в прикордонному штаті, рішуче підтримувала Конфедерацію.
У 1874 році, після двох років роботи в крамниці, Белл розпочав військову кар'єру та поступив на навчання до Вест-Пойнта, яку він зрештою закінчив 38-м у класі з 43 осіб. Військове міністерство призначило його до 9-го кавалерійського полку, один із так званих, «чорних підрозділів», сформованих після Громадянської війни. Перебуваючи у Кентуккі у відпустці Белл спробував звільнитися з лав армії. Насправді це було незаконно, але хтось у Військовому міністерстві зрозумів настрої, які стояли за цим вчинком, і перевів його до 7-го кавалерійського полку, який був повністю «білим». 1 жовтня 1878 року він приєднався до підрозділу у форті Авраам Лінкольн, територія Дакота.
З 1886 по 1889 рік Белл був військовим інструктором підготовки з науки і тактики та викладав математику в університеті Південного Іллінойсу. У 1889 році повернувся на службу до 7-го кавалерійського полку. Хоча полк брав участь у різанині на Вундед-Ні в Південній Дакоті, Белл перебував у цей час у відпустці й не брав участі. У 1891 році офіцер взяв участь у кампанії Пайн-Ридж, у Південній Дакоті.
У листопаді 1894 року Белл став ад'ютантом генерала Джеймса В. Форсайта і отримав посаду у військовому департамент Каліфорнії. У липні 1897 року його перевели до форту Апачі, штат Аризона, а потім у лютому 1898 року до Ванкувера, штат Вашингтон.
На початок іспано-американської війни Белл був першим лейтенантом, виконуючи обов'язки ад'ютанта генерала Форсайта, який командував Департаментом Заходу зі штабом у Сан-Франциско. У травні 1898 року його відправили на Філіппіни, де він брав участь у атаках на іспанські війська, що дислокувалися в Манілі.
Після завершення активної фази воєнних дій з Іспанією Беллу було дозволено організувати полк добровольців. У березні 1899 року він отримав звання капітана регулярної армії та у липні 1899 року — полковника добровольців, командира 36-го добровольчого піхотного полку. Частину було направлено на Філіппіни, і під його командуванням полк брав участь у філіппінсько-американській війні.
Белл був нагороджений медаллю Пошани за сміливі дії 9 вересня 1899 року поблизу Порака на острові Лусон на Філіппінах. Згідно з офіційною цитатою, «попереду свого полку [Белл] атакував 7 повстанців зі свого пістолета і змусив капітана і 2 рядових здатися під вогнем повстанців впритул, що залишилися й ховалися у бамбукових хащах».
З січня по липень 1900 року командував 4-ю бригадою 2-ї дивізії та з липня 1900 по лютий 1901 року був на посаді начальника військової поліції (генерал-маршала поліції) Манілі, отримавши на цій посаді звання бригадного генерала Регулярної армії.
Наприкінці 1901 року генерал-губернатор Філіппін Вільям Говард Тафт призначив Белла очолити проведення операцій американськими військами в провінціях Батангас і Лагуна. У відповідь на тактику партизанської війни генерала Мігеля Мальвара Джеймс Белл застосував жорстку тактику боротьби з повстанцями (дехто описує її як тактику випаленої землі), яка завдала великих збитків як партизанам, так і цивільним особам. Американцями були створені «зони захисту», а цивільним особам видавали документи, що посвідчують особу, і їх заганяли в концентраційні табори (так звані ісп. reconcentrados), які були оточені зонами вільного вогню. Цивільні особи, запроторені до таборів, хворіли на безліч хвороб, включаючи холеру, бері-бері, віспу та бубонну чуму. Белл відреагував на спалахи захворювань, наказавши розпочати публічну кампанію вакцинації в Батангасі. Для цивільних осіб також запровадили комендантську годину, після якої всіх людей, знайдених за межами таборів без ідентифікаційних документів, можна було розстріляти на місці. Багатьох чоловіків було зібрано для допитів, піддано тортурам і страчено. Такі методи тортур, як «лікування водою», часто застосовувалися під час допитів, а цілі села спалювали або іншим чином знищували.
У січні-квітні 1902 року в таборах, організованих Беллом, загинуло 8350 осіб із 298 тис. населення тамтешніх провінцій. У деяких таборах рівень смертності досягав 20 %. За словами американського історика Андреа Пітцера, політика «реконцентрації» Белла стала «безпосередньью причиною» смерті понад 11 000 людей. Деякі стверджували, що тактика Белла носила усі ознаки воєнних злочинів, і звинувачували Белла у веденні війни на винищення місцевого населення.
У липні 1903 року Белла перевели до Форт Лівенворта, штат Канзас, де він очолював Командно-штабну школу американської армії. Він перебував очільником вищого військового навчального закладу до 14 квітня 1906 року, коли Белла призначили начальником штабу армії США. Він служив чотири роки за часи президентів Теодора Рузвельта та Вільяма Говарда Тафта. Белл став першим вищим офіцером армії Сполучених Штатів за 45 років, який не брав участь у громадянській війні в США.
1 січня 1911 року Джеймс Франклін Белл повернувся до Маніли в ролі військового командувача американських збройних сил у західній частині Тихого океану. У квітні 1914 року, коли війна з Мексикою здавалася неминучою, він повернувся до Штатів, де очолив 4-ту дивізію, що дислокувалася у Техас-Сіті як резерв. Коли ситуація в Мексиці заспокоїлася, Белла було звільнено з 4-ї дивізії та призначено командиром Департаменту Заходу в грудні 1915 року. Він залишився командувати в Сан-Франциско, де колись виконував обов'язки ад'ютанта, до вступу Сполучених Штатів у Першу світову війну.
Белл очолив створену 77-му піхотну дивізію, що готувалася до відправлення на Західний фронт у Францію, але через поганий стан здоров'я у березні 1918 року повернувся до США. У січні 1919 року він помер.